# Grumman F4F Wildcat
Grumman F4F Wildcat var ett amerikanskt hangarfartygsbaserat jaktflygplan under början av andra världskriget. Planet var bestyckat med sex stycken 12,7 mm kulsprutor och vid behov med två 45 kg bomber. Flygplanet var även i tjänst i Royal Navy under namnet Grumman Martlet. Med sin topphastighet på 512 km/h hade Wildcat sämre prestanda än till exempel Mitsubishi Zero, men tack vare sin hållbara konstruktion och användandet av ny taktik som Thach Weave(en) sköt dessa ner 6,9 flygplan för varje nedskjutet under andra världskriget.
Erfarenheterna man lärt sig från Wildcat användes senare när man byggde F6F Hellcat som hade betydligt bättre prestanda än Mitsubishi Zero. Wildcat användes kriget ut, speciellt i tjänst ombord på de mindre eskorthangarfartygen där större flygplan inte kunde användas.

## Utveckling
Grummans första jaktflygplan var Grumman FF(en), ett biplan med infällbart landställ. Hjulen fälldes in i kroppen på flygplanet och lämnades öppna utåt. Efter detta byggdes jaktflygplanen Grumman F2F(en) och Grumman F3F(en) som etablerade den generella designen man använde för flygplanskroppen på F4F Wildcat. 
När amerikanska flottan behövde nya flygplan 1935 fanns det två alternativ, Brewster F2A Buffalo och Grumman XF4F-1. Brewster fick beställningen, men man beställde även ett antal Grumman GXF4F-1.
Det framgick snabbt att Grumman XF4F-1 skulle vara underlägsen Brewsters flygplan, varpå designen övergavs till förmån för ett monoplan, XF4F-2. Detta flygplan hade samma typ av landningsställ som tidigare modell, handmanövrerat och med mycket kort avstånd mellan hjulen. Även denna modell föreföll underlägsen Brewster Buffalo. XF4F-2 var marginellt snabbare än Buffalo, men den senare var betydligt med lättmanövrerad.
Efter att ha förlorat mot Brewster Buffalo i kampen om att få tillverka flygplan åt flottan så byggde man en helt ny design, XF4F-3 med nya vingar, och en kompressormatad Pratt & Whitney Twin Wasp-motor. Denna modellen beställdes och den första ordern var levererad i mars 1940.

## Historia
Wildcat var underlägsen Mitsubishi Zero, som var det vanligaste fiendeplanet i stillahavskriget. Wildcat klarade sig trots detta väldigt bra, till stor del på grund av självtätande bränsletankar och kraftigt pansar. Grumman F4F kunde ta betydligt mer skada än sina motståndare som saknade Grummans kraftiga pansar. F4F var även försedd med pejlutrustning som hjälpte piloterna att hitta sitt hangarfartyg vid dålig sikt, detta hade en räckvidd på 48 km. I händerna på en duktig pilot, som hade ett taktiskt övertag skulle F4F Wildcat visa sig vara en värdig motståndare till Mitsubishi Zero. 
Fyra Wildcats som flögs av Amerikanska marinkåren spelade en vital roll vid försvaret av Wake i december 1941 och landbaserade Wildcats hade avgörande betydelse för utgången av slaget om Guadalcanal.

## Varianter
- F4F-1/-2
- F4F-3
- F4F-3S
- F4F-4
- F4F-7
- Martlet Mk.I
- Martlet Mk.II
- Martlet Mk.III